# 瓦维尔山

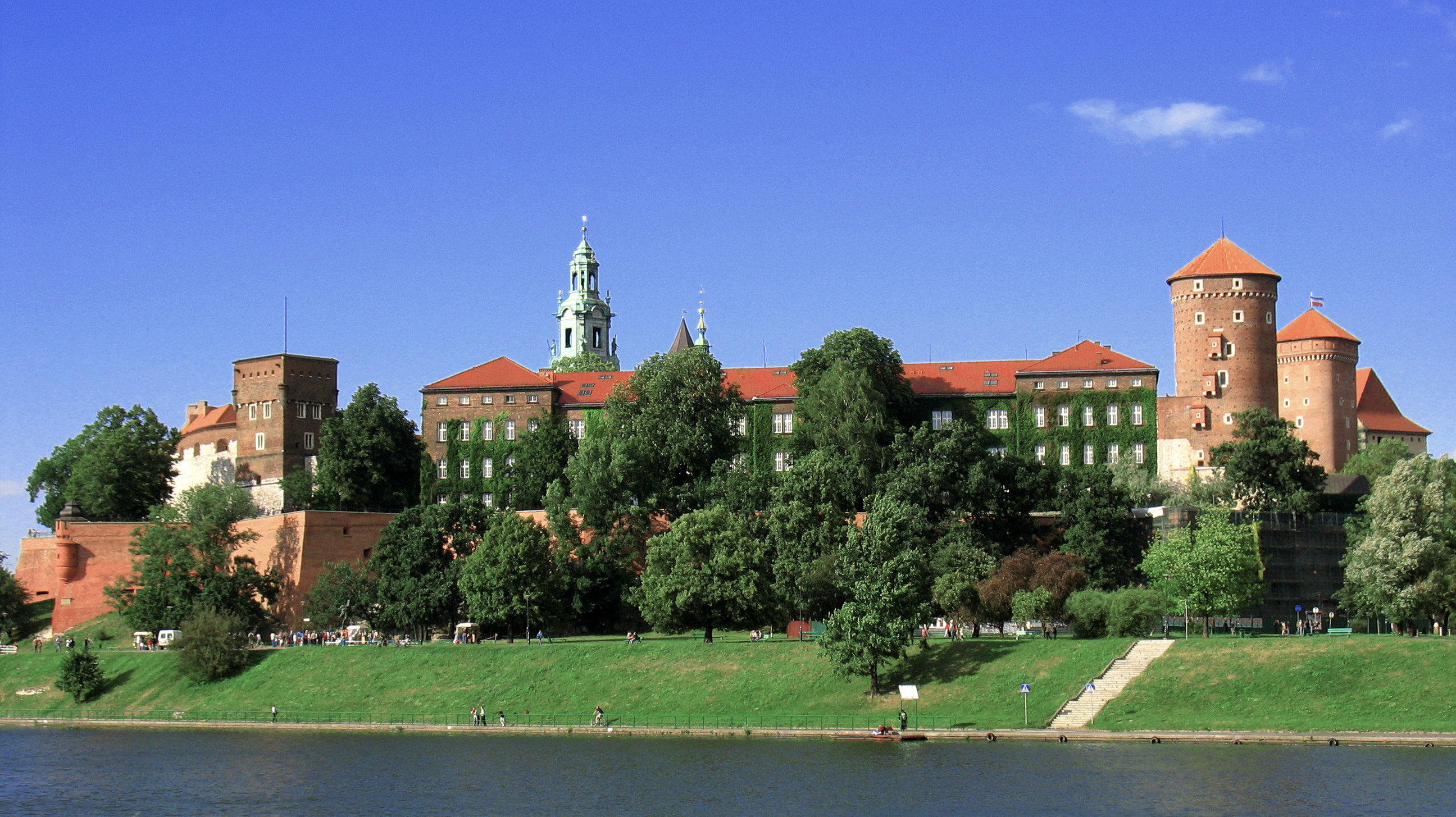
从维斯瓦河看瓦维尔山

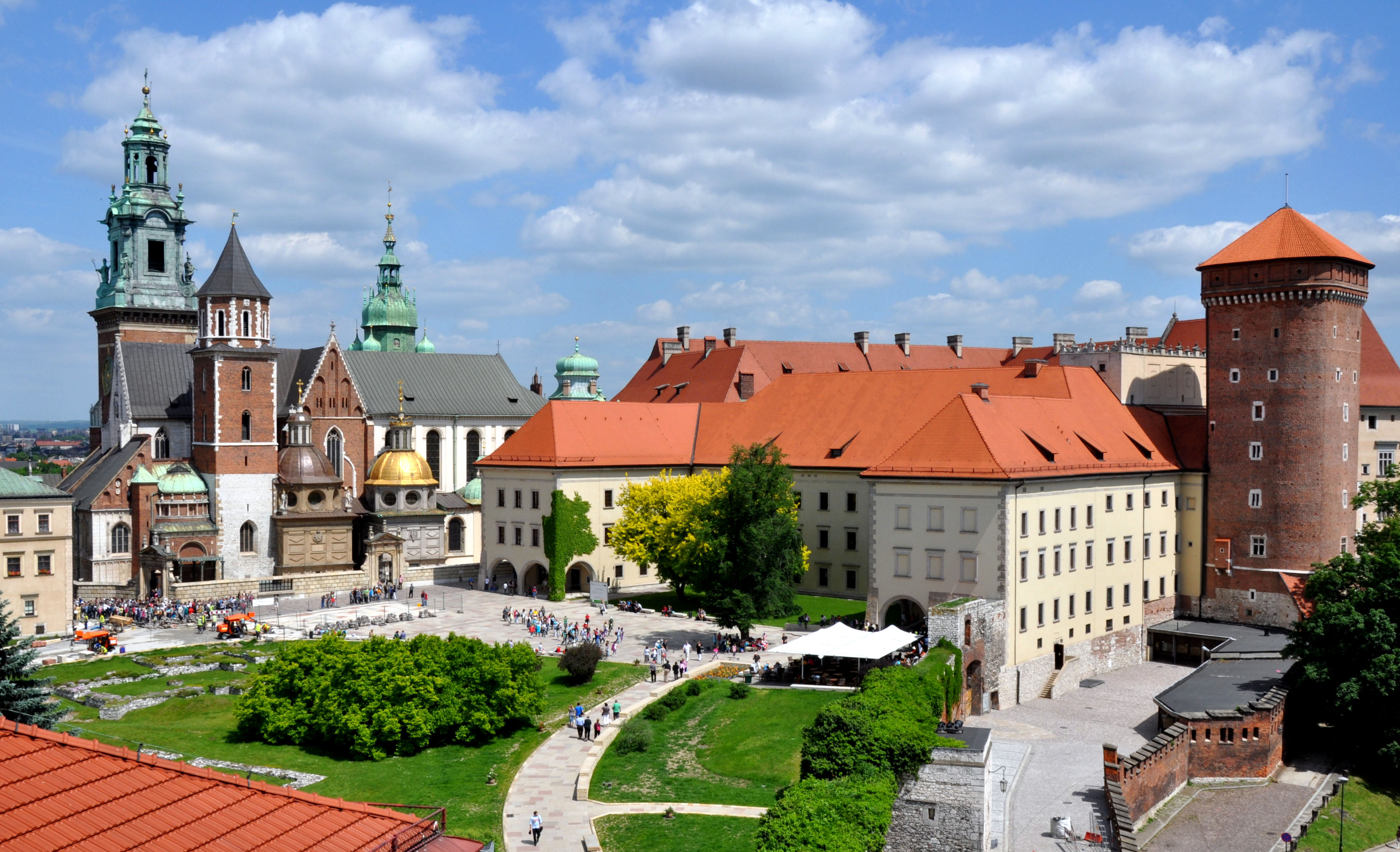
瓦維爾主教座堂（左）與瓦維爾城堡（右）

瓦维尔山（波蘭語：Wawel，或 ）是波兰城市克拉科夫中位於维斯瓦河左岸的一座石灰岩小山，緊鄰克拉科夫舊城區，海拔228米。自旧石器时代起，山上就有人类居住。山上坐落着瓦维尔城堡和瓦维尔主教座堂，其中瓦维尔城堡曾是波蘭王室的居所，因而使瓦维尔山成為中世紀波兰的象征。波兰王室和许多名人安葬在瓦维尔主教座堂。从1320年起，波兰君主在此加冕。
- 瓦维尔城堡
- 瓦维尔主教座堂
- 若望保禄二世主教座堂博物馆